# وقت الذروة (فلم 2021)
وقت الذروة (بالإنجليزية: Prime Time) فيلم دراما، وإثارة بولندي لعام 2021 من إخراج ياكوب بيتيك، وكتبه بالإشتراك مع ويثوكاس تشابسكي. الفيلم من بطولة بارتوش بيلينيا، وماجدالينا بوبلاوسكا، وأندريه كاك. يتابع الفيلم رجل مسلح يدخل، في ليلة رأس السنة الجديدة 1999، إلى استوديو تلفزيوني أثناء البث، ويأخذ رهينة، ويطلب طلباً واحدًا: إرسال رسالة مباشرة على الهواء.
عرض الفيلم لأول مرة عالميًا في مهرجان صندانس السينمائي 2021 في 30 يناير 2021.

## طاقم التمثيل
- بارتوش بيلينيا: في دور سيباستيان
- ماجدالينا بوبلاوسكا: في دور ميرا كريلي
- أندريه كلاك: في دور جريجوري
- مالغورزاتا هاجيوسكا: في دور لورا
- دوبرومير ديميتسكي: في دور القائد
- مونيكا فراجسيك: في دور لينا
- سيزاري كوسينسكي: في دور بيوتر
- آدم نوجكزيك: في دور رئيس مجلس إدارة التلفزيون
- يوليوس كرزاستوفسكي: في دور والد سيباستيان
- بولا بلاسيك: في دور كاتي
- ميشال كاليتا: في دور رئيس فريق مكافحة الإرهاب
- ماريك كاسبرزيك: في دور رئيس الأمن
- ميرون جاجنيفسكي: في دور صوت على الهاتف
- أولغا ميلاسزيوسكا: في دور الفائز
- جان نوسال: في دور مساعد
- أجنيزكا بودسيادليك: في دور مونيكا
- جوليان سويزيوسكي: في دور داويد[7]

## ملخص أحداث الفيلم
تدور أحداث فيلم وقت الذروة في اليوم الأخير من عام 1999، على شفا الألفية الجديدة، وفي نهاية حقبة ما قبل الإنترنت، قبل أن يكون هناك وسائل تواصل ممكنة مثل اليوتيوب، مما دفع سيباستيان (بارتوس بيلينيا) البالغ من العمر 20 عامًا لاقتحام بث تلفزيوني، ولتنفيذ خطته، يأخذ سيباستيان مذيعة تلفزيونية شهيرة كرهينة (ماجدالينا بوبلاوسكا)، وحارس أمن عشوائي (أندريه كلاك). يتم بين الثلاثة ديناميكيات معقدة. يتواجد مديرو الاستوديو، ورؤساء محطة التلفزيون، بعيدًا عن الأنظار، يناقشون بهدوء أفضل السبل للتعامل مع الموقف. يتصارعون، ويوضعون في موقف التفاوض مع سيباستيان، وهم في منطقة الخط الفاصل بين تهدئته، واستفزازه. يتمتعون إلى حد ما، بدرجة من عدم الكشف عن هويتهم عند رؤية سيباستيان من خلال الزجاج أو من خلال الشاشة. يحدث اندفاع مجنون لمنع الوضع من أن يصبح مميتًا. تتجمع قوى القانون والنظام للتخطيط لعملية إنقاذ، لكن ذلك لن يكون سهلاً، حيث أن استوديو البث هو حصن منيع، وفي كل مرة يبدأ في التهدئة والترابط مع أسراه، يثيره شيء ما مرة أخرى. يتم استدعاء الشرطة بأعداد كبيرة، ويجد سيباستيان نفسه مُحبطًا باستمرار مع المفاوضين الذين يحاولون خداعه، ويأتي والده، ويسخر منه ورئيس القناة الذي يماطل ببساطة لبعض الوقت. يصبح سيباستيان محبطًا ومحفوفًا بالمخاطر في الأجواء القمعية للاستوديو، في حين أن الرهينتين غاضبتان بالمثل بسبب إعطاء الاستوديو الأولوية لوقت البث الثمين فوق حياتين بشريتين.

## استقبال الفيلم
منح موقع الطماطم الفاسدة الفيلم تقييماً مقداره 56% بناءاً على آراء 16 ناقداً سينيمائياً.
كتب جوني سويت على موقع وي ريفيو: «أداء مثير آخر من بارتوش بيلينيا، وإخراج ياكوب بيتيك مميز، وواعد للغاية»، ومنح الفيلم أربعة نجوم من أصل خمسة.
كتبت لويزا مور على موقع سكرين زيالوتس: «بدأت القصة بطيئة للغاية، ولكن بدأت تتحرك فقط في النصف ساعة الأخيرة من الفيلم، مما يجعل الوقت متأخرًا جدًا لإنقاذ كل ما جاء من قبل»، ومنحت الفيلم نجمتين من أصل خمسة نجوم.
كتب موقع ريدي ستيدي كت: «نحن نعلم أن الشاب لديه بندقية، ولديه رهائن، هذه كلها أشياء نتعلمها في أول 20 دقيقة أو نحو ذلك، وهي الأشياء الوحيدة التي نعرفها بحلول النهاية».
كتب موقع ميوزك سيتي درايف ان: «هناك عدم توازن في الفيلم. أعتقد أن هذا الفيلم كان سيعمل بشكل أفضل إذا كان فيلم إثارة خالصًا وليس دراما».

## روابط خارجية
- مقالات تستعمل روابط فنية بلا صلة مع ويكي بيانات